# Inn I Evighetens Mørke
Inn i evighetens mørke (Traducido como "Desde la oscuridad eterna") es el primer EP del grupo de Black metal procedente de Noruega, Dimmu Borgir. Fue lanzado en 1994 por Necromantic Gallery Productions en vinilo de 7 ", solamente se lanzaron 1000 copias de este disco y es muy requerido por los seguidores de este grupo.
La canción Raabjørn speiler draugheimens skodde se incluyó más tarde en el álbum debut de la banda (For All Tid) y fue reeditado para el álbum Enthrone Darkness Triumphant y el EP Godless Savage Garden.

## Lista de canciones
| N.º | Título                               | duración | traducción                                      |
| --- | ------------------------------------ | -------- | ----------------------------------------------- |
| 1   | Inn i evighetens mørke Pt.I          | 5:25     | Desde La Oscuridad Eterna Pt.I                  |
| 2   | Inn i evighetens mørke Pt.II         | 2:06     | Desde La Oscuridad Eterna Pt.II                 |
| 3   | Raabjørn speiler draugheimens skodde | 4:58     | RaabjØrn se refleja en la Niebla de Draugheimen |

- Datos: Q1754483